# L'Hyper Justine
L'Hyper Justine est un roman de Simon Liberati paru le 31 août 2009 aux éditions Flammarion et ayant obtenu la même année le prix de Flore.

## Historique
Le roman reçoit le 5 novembre 2009 le prix de Flore par sept voix, contre trois à Jean-Marc Parisis pour Les Amants, et deux à Michka Assayas pour Solo.

## Réception critique
Le Monde qualifie ce roman de « conte pervers » en soulignant chez son auteur son « intelligence lucide de la corruption et la crudité avec laquelle il dépeint la voracité sexuelle et financière », deux thèmes qui sont au centre du travail d'écriture de Simon Liberati.

## Éditions
- Éditions Flammarion, coll. « Littérature française », 2009,  (ISBN 978-2081214408)
- J'ai lu, 2015,  (ISBN 978-2290024546)